# Князь Ігор (фільм)
«Князь Ігор» (рос. «Князь Игорь») — російський радянський кольоровий фільм-опера режисера Романа Тихомирова. Екранізація однойменної опери А. П. Бородіна на сюжет пам'ятника давньоруської літератури  «Слово о полку Ігореві». Фільм знятий на кіностудії «Ленфільм» в 1969 році.

## Зміст
Музична екранізація історії про руського князя, оспіваного в одному з перших слов'янських писемних творів: «Слові о полку Ігоревім». Князь Ігор був людиною великої відваги і вирушив на війну з половцями, не чекаючи поки вороги опиняться біля його рідних стін.

## Ролі
- Борис Хмельницький — князь Ігор Святославич (співає Володимир Кіняєв)
- Неллі Пшенна  — Ярославна, його дружина у другому шлюбі (співає Тамара Мілашкіна)
- Борис Токарєв — Володимир Ігорович, його син від першого шлюбу (співає Віргіліус Норейка)
- Олександр Сластін - Володимир Ярославич, князь Галицький, брат Ярославни (співає Валерій Малишев)
- Бімболат Ватаєв — Кончак, половецький хан (співає Євген Нестеренко)
- Інвета Моргоєва — Кончаковна, його дочка (співає Ірина Богачова)

## В епізодах
- Петро Меркур'єв — Єрошка, гудошник  (співає Савелій Стрежнєв)
- Михайло Сидоркін — Скула, гудошник (співає Володимир Морозов)
- Маірбек Ікаєв — Гзак, половецький хан
- Мустафа Ахунбаєв — Овлур, хрещений половчанин (співає Геннадій Вільховецький)
- В. Демидович — епізод
- Н. Колесов — епізод
- Е. Харкевич — епізод
- И. Яковлева — епізод

## Солісти балету
- Тетяна Легат
- Маргарита Окатова
- Берик Алімбаєв
- а також артисти балету, кордебалет та хор Ленінградського академічного театру опери та балету ім. С. М. Кірова

## Музиканти
- Оркестр Ленінградського академічного театру опери та балету ім. С. М. Кірова
- Диригент — Геннадій Проваторов

## Знімальна група
- Режисер: Роман Тихомиров
- Сценаристи: Ісаак Глікман, Роман Тихомиров за однойменною оперою А. П. Бородіна на сюжет пам'ятника давньоруської літератури   «Слово о полку Ігореві»
- Оператор: Олександр Чіров
- Художники-постановники: Василь Зачиняєв, Олексій Федотов, Геннадій Сотников, І. Мішина, А. Тимофієв
- Звукорежисер: Григорій Ельберт
- Монтажер: Марія Пен

## Технічні дані
- Звичайний формат
- Кольоровий
- Час: 115 хвилин.